# هيو فرازير (ملحن)
هيو فرازير هو عازف بيانو وملحن كندي، ولد في 1958 في فيكتوريا في كندا.

## وصلات خارجية
- هيو فرازير على موقع ميوزك برينز (الإنجليزية)